# Atomosia armata
Atomosia armata är en tvåvingeart som beskrevs av Hermann 1912. Atomosia armata ingår i släktet Atomosia och familjen rovflugor. Inga underarter finns listade i Catalogue of Life.